# Pireella pergemmescens
Pireella pergemmescens là một loài rêu trong họ Pterobryaceae. Loài này được H. Rob. mô tả khoa học đầu tiên năm 1971.